# 機動戦士ガンダム (対戦型格闘ゲーム)
『機動戦士ガンダム』（きどうせんし-）は、1993年にバンプレストからリリースされたアーケードゲーム。テレビアニメ『機動戦士ガンダム』を題材とした対戦型格闘ゲームである。
なお本項では、システムを刷新した後継作品『機動戦士ガンダム EX-REVUE』についても併せて記述する。

## 概要
本作は、スーパーデフォルメではない、リアル体型のガンダムゲームとして、アーケード向けに発売された初の作品。『機動戦士ガンダム』の出来事である一年戦争を舞台に、モビルスーツ(MS)を操作して相手MSのゲージを0にすれば勝ちとなる。対戦型格闘ゲームの基本を踏襲しており、原作でモビルスーツの主武器だったビームライフルなどの飛び道具はコマンド入力による必殺技扱いであり、通常攻撃は格闘となっている。
操作は方向レバー1本と弱攻撃ボタンと強攻撃ボタン。レバーでは左右に入力すると前後に歩いて移動、下方向に入力するとしゃがみ、上方向に入力するとジャンプする。前方向に連続して2回レバーを入力すると、ダッシュする。相手の攻撃に対してレバーを後ろ方向に入力するとガードになるほか、お互いの攻撃同士が接触すると、攻撃同士が相殺し、互いに押し返す現象が発生する。

## 登場モビルスーツ
地球上や宇宙のステージがあるが、モビルスーツの性能に変化はなく、アニメの設定上での地上や宇宙での適性に関係なく戦闘を行う。また、対CPU戦においては選択した機体以外のすべてと戦うことになるため、同一勢力同士での戦闘も発生する。『機動戦士SDガンダム サイコサラマンダーの脅威』や『SD機動戦士ガンダム V作戦始動』で登場したプロトタイプガンダム（ガンダムの胸部の青い部分が赤く塗装されている）がセイラ専用ガンダムとして登場。なお、同じモビルスーツ同士での対戦はできない。
- ガンダム - アムロ・レイ
- セイラ専用ガンダム - セイラ・マス
- 量産型ザク - ジーン
- シャア専用ザク - シャア・アズナブル
- グフ - ランバ・ラル
- ドム - ガイア
- ズゴック - ジオン一般兵
- シャア専用ズゴック - シャア・アズナブル
- ゲルググ - ジオン一般兵
- シャア専用ゲルググ - シャア・アズナブル

その他、CPU専用の最終ボスとしてジオングが登場する。

## 機動戦士ガンダム EX-REVUE
1994年に稼動開始。新たに「投げ」のシステムが追加され、操作系は1レバー4ボタン（弱・中・強・投げ）になった。選択できるモビルスーツは時限リリースの2機を含めて14体となり、2Pカラーが実装されたことで同じモビルスーツ同士での対戦も可能になった。モビルスーツやエフェクトのグラフィック表現が強化された一方、描画フレーム数は前作の秒間60フレームから30フレームへと低下している。
最初の電源投入から1か月が経過すると、大河原邦男が新規デザインしたモビルスーツ「ドルメル」と前作の最終ボス「ジオング」が使用可能になる。
なお、タイトルロゴでは「機動戦士ガンダム EX REVUE」と表記されているが、ゲーム雑誌や後年の資料では「EX」と「REVUE」の間に「-」を加えた「機動戦士ガンダム EX-REVUE」の表記が用いられている。

### 登場モビルスーツ
- ガンダム - アムロ・レイ
- ガンキャノン - カイ・シデン
- 量産型ザク - ジオン一般兵
- シャア専用ザク - シャア・アズナブル
- グフ - ランバ・ラル
- ドム - ガイア
- ズゴック - ジオン一般兵
- シャア専用ズゴック - シャア・アズナブル
- ゲルググ - ジオン一般兵（EDではアナベル・ガトーが登場する[注 3]）
- シャア専用ゲルググ - シャア・アズナブル
- ギャン - マ・クベ
- アッガイ - ジオン一般兵
- ジオング - シャア・アズナブル
- ドルメル - ラムイコ・シュタイン

### オリジナルキャラクター
ラムイコ・シュタイン (RAMUICO SHUTEIN)
ドルメルのパイロット。金髪ロングヘアの碧眼の女性であり、赤いノーマルスーツを着用している。顔はパイロットスーツのヘルメットで隠されており、エンディングでヘルメットを脱いだ際に見ることができる。本人曰く、ア・バオア・クーで生まれ育ったという。書籍『データガンダム キャラクター列伝［宇宙世紀編I］』では、階級は少尉と記されている。
キャラクターデザインは逢坂浩司。なお、名前はゲーム中では英字表記のみで読みは明かされず、原画にも「謎の女パイロット」としか書かれていなかったが、後年のゲーム『クイズ機動戦士ガンダム 問・戦士』では「ラムイコ・シュタイン」と記されており、以降のガンダム関連書籍・雑誌で紹介される際もこれに準じている。

### 備考
- 元々はアテナによる開発で製作が進行していたが、開発途中のプロトタイプ版の完成度の低さを見たバンプレスト側の判断によってアテナ版は開発が中止になり、改めてアルュメによって制作が再開されたという。アテナは基板の生産ラインを既に発注してしまっていた為、基板の再利用の為に急遽開発されたのが縦STG「大王」である。なお、アテナが基板の生産を発注した先は皮肉にも開発を改めて請け負ったアルュメであった[要出典]。
- バンプレストは『機動戦士ガンダム EX-REVUE』の続編として、ガンダムを始めとしたサンライズのロボットによる格闘ゲームを予定していた[要出典]。また、そのボスキャラクターとして「ガーシュイン」という機体を大河原邦男にデザインさせていた。これは、頭部と腹部に大型ビーム砲、背中に数本の巨大なクローを装備し、両手両肩がドリルになっているガンダムタイプの機体であり、モビルアーマー (MA) 形態もデザインされている。
- ゲーム『SDガンダム GGENERATION SPIRITS』発売前に、一部で本作も収録作品に含まれるという報道がなされたが、後日訂正された[4]。